# Communauté de communes du Gennois
La communauté de communes du Gennois est une ancienne communauté de communes française située dans le département de Maine-et-Loire en région Pays de la Loire.
Elle se situe dans le Saumurois et fait partie du syndicat mixte Grand Saumurois.

## Historique
La communauté de communes du Gennois est créée le 1er janvier 1995. En 2006, puis en 2009, elle révise ses statuts et complète ses compétences.
Le 1er janvier 2014, elle rejoint le syndicat mixte Grand Saumurois.
Le 1er janvier 2016, cinq des dix communes de la communauté de communes (Gennes, Chênehutte-Trèves-Cunault, Grézillé, Saint-Georges-des-Sept-Voies et Le Thoureil) fusionnent au sein de la commune nouvelle de Gennes-Val de Loire et trois autres (Ambillou-Château, Louerre et Noyant-la-Plaine) forment la commune nouvelle de Tuffalun.
Le schéma départemental de coopération intercommunale de Maine-et-Loire, approuvé le 22 janvier 2016 par la commission départementale de coopération intercommunale, envisage la fusion de la communauté de communes du Gennois avec la communauté d'agglomération de Saumur Loire Développement, la communauté de communes de la région de Doué-la-Fontaine, et la communauté de communes Loire Longué, soit l'ensemble du pays Grand Saumurois, à partir du 1er janvier 2017, à l'exception des communes de Coutures et Chemellier qui se joindraient à un regroupement Loire-Layon-Aubance.

## Territoire communautaire

### Composition
La communauté de communes du Gennois regroupait quatre communes, :
| Nom                         | Code Insee | Gentilé    | Superficie (km2) | Population (dernière pop. légale) | Densité (hab./km2) |
| --------------------------- | ---------- | ---------- | ---------------- | --------------------------------- | ------------------ |
| Gennes-Val de Loire (siège) | 49149      |            | 103,99           | 5 096 (2014)                      | 49                 |
| Chemellier                  | 49091      | Chemellois | 10,99            | 809 (2014)                        | 74                 |
| Coutures                    | 49115      | Couturois  | 9,31             | 519 (2014)                        | 56                 |
| Tuffalun                    | 49003      |            | 39,42            | 1 769 (2014)                      | 45                 |

### Démographie
| 1995 | 1998 | 2001 | 2006  | 2009  | 2012  | 2013  | 2015 |
| ---- | ---- | ---- | ----- | ----- | ----- | ----- | ---- |
| -    | -    | -    | 7 248 | 7 651 | 8 045 | 8 129 | -    |

### Logement
On comptait en 2009, sur le territoire de la communauté de communes, 3 777 logements, pour un total sur le département de 360 144. 83 % étaient des résidences principales, et 75 % des ménages en étaient propriétaires.

### Revenus
En 2010, le revenu fiscal médian par ménage sur la communauté de communes était de 17 109 €, pour une moyenne sur le département de 17 632 €.

### Économie
Sur 686 établissements présents sur l'intercommunalité à fin 2010, 29 % relevaient du secteur de l'agriculture (pour 17 % sur l'ensemble du département), 7 % relevaient du secteur de l'industrie, 11 % du secteur de la construction, 42 % du secteur du commerce et des services (pour 53 % sur le département) et 11 % de celui de l'administration et de la santé.

## Politique et administration

### Présidence
| Période                                  | Période | Identité      | Étiquette | Qualité                        |
| ---------------------------------------- | ------- | ------------- | --------- | ------------------------------ |
| 2001                                     | 2008    | Alain Lauriou |           | Maire-adjoint de Gennes        |
| 2008                                     | 2014    | Serge Dugast  | PCF       | Maire de Grézillé              |
| 2014                                     | 2016    | Alain Lauriou |           | Conseiller municipal de Gennes |
| Les données manquantes sont à compléter. |         |               |           |                                |